# Pape Abou Cissé
Pape Abou Cissé (Pikine, 14 de setembro de 1995) é um futebolista senegalês que joga como zagueiro. Atualmente joga pelo Adana Demirspor.

## Carreira no clube
É um jogador proveniente das categorias de base do AS Pikine. Depois de um teste, Cissé ingressou no Ajaccio no início de 2015 como profissional estagiário. Ele fez sua estreia profissional no empate da Ligue 2 contra o Valenciennes em abril de 2015, jogando o jogo inteiro. Ele fez 71 jogos na segunda divisão francesa.
Em 19 de agosto de 2021, ele marcou depois que Aguibou Camara não conseguiu vencer o goleiro do Slovan, selando uma triunfante vitória em casa por 3 a 0 em casa na primeira rodada dos playoffs da UEFA Europa League de 2021–22 contra o ŠK Slovan Bratislava. No dia 4 de dezembro de 2021, com dois gols de Cisse (24', 49'), o Olympiakos derrotou o OFI no Estádio Theodoros Vardinogiannis, selando uma vitória fora de casa vital na tentativa de seu clube conquistar o campeonato. Em 12 de dezembro de 2021, ele foi o único a marcar após a assistência de Rony Lopes na vitória em casa por 1 a 0 sobre o Aris.

## Carreira internacional
Em 24 de agosto de 2018, ele recebeu sua primeira convocação, para a partida de qualificação da Copa das Nações da África de 2019 contra Madagascar em 9 de setembro de 2018. Ele fez sua estreia na seleção principal no dia 13 de outubro de 2018, em mais uma partida eliminatória em casa contra o Sudão, e marcou o único gol da partida.  As atuações de Cisse na Copa das Nações Africanas de 2021, após a substituição do astro do Napoli Kalidou Koulibaly, que testou positivo para coronavírus, nas duas primeiras partidas contra Zimbábue e Guiné chamaram atenção, atraindo o interesse de muitos clubes europeus.
| Seleção | Ano   | Partidas | Gols |
| ------- | ----- | -------- | ---- |
| Senegal | 2018  | 2        | 1    |
| Senegal | 2019  | 1        | 0    |
| Senegal | 2020  | 1        | 0    |
| Senegal | 2021  | 2        | 0    |
| Senegal | 2022  | 3        | 0    |
| Total   | Total | 9        | 1    |

| Nº. | Data                  | Local                                       | Oponente | Placar | Resultado | Competição                                                 |
| --- | --------------------- | ------------------------------------------- | -------- | ------ | --------- | ---------------------------------------------------------- |
| 1   | 13 de outubro de 2018 | Stade Léopold Sédar Senghor, Dakar, Senegal | Sudão    | 1–0    | 3–0       | Qualificação para o Campeonato Africano das Nações de 2019 |

## Títulos
Olympiacos
- Campeonato Grego: 2019–20, 2021–22
- Copa da Grécia: 2019–20

Senegal
- Campeonato Africano das Nações: 2021